# خليج كانجيرلوارسونجواك
خليج كانجيرلوارسونجواك (بالجرينلاندية: Kangerluarsunnguaq، بالدنماركية: Ulkebugten)، خليج في المحيط القطبي الشمالي، يقع شمال مدينة سيسيميوت في جرينلاند بالدنمارك، وهو أحد المنافذ الصغيرة من مضيق دافيس. ويفصله عن المدينة جبل بالاسيب كاكا جهة الشمال، ويقع عنده من جهة سفحه الجنوبي مطار سيسيميوت. والجبل ذو قمتين ويبلغ ارتفاعه 544 متر (1785 قدم) ، مما يوفر رؤية بانورامية واسعة في كل الاتجاهات للمدينة، بل ويظهر من فوقه معظم ساحل بلدية كيكاتا إذا كانت الأحوال الجوية جيدة.
الخليج يصلح للملاحة بشكل عام، ومنطقة الخليج محمية بسلسلة من الجزر الصخرية الصغيرة من جهة الغرب، مما أهل ذلك لقيام ميناء للخدمة المحلية على الشاطئ الجنوبي للخليج. ويمر فوق الخليج جسر يربط أوصال طريق المطار الذي يبلغ طوله 4.1 كيلومتر (13,000 قدم). وفي منتصف الطريق بين المدينة والمطار يوجد شاطئ صغير من الرمال السوداء. وبشكل عام يعتبر الشاطئ بجانب منطقة الجزر الصخرية الصغيرة الواقعة قبالة الساحل من المناطق ذات الشعبية الجماهيرية في فصل الصيف.